# Пам'ятки культурної спадщини Чортківської громади
У статті наведений перелік об'єктів культурної спадщини Чортківської громади Чортківського району Тернопільської области України.

## Пам'ятки археології
| №  | Назва                         | Дата | Адреса | Охоронний номер | Документ про взяття на облік |
| -- | ----------------------------- | --- | --- | --------------- | --- |
| 1  | Городище Біла І               | давньоруський час (Х — ХІІІ ст.)                                                                                         | с. Біла, приблизно за 1,5 км на північ від села, урочище «Монастириська», високий крутий мисоподібний пагорб в лісі, лівий берег Серету та лівий берег струмка, що впадає в Серет | 2882            | Наказ управління культури обласної державної адміністрації від 18.10.2005 № 112                                                                 |
| 2  | Городище Біла ІІ              | давньоруський час (Х — ХІІІ ст.)                                                                                         | с. Біла, приблизно 2 км на північ від села Біла, урочище «Батурова гора», високий крутий мисоподібний пагорб в лісі, лівий берег Серету та правий берег струмка, що впадає в Серет | 2885            | Наказ управління культури обласної державної адміністрації від 18.10.2005 № 112                                                                 |
| 3  | Городище Біла ІІІ             | пізній етап райковецької культури (ІХ-Х ст.)                                                                             | с. Біла, урочище «Черна», Знаходиться приблизно через 2 км на північний схід від села Біла, в лісі, на мисі, утвореному вигином лівого берега глибокого яру, по дні якого тече струмок (притока Серету). Городище має складку структуру, з напільної сторони захищене 4-ма лініями оборони. Через городище проходить стара дорога. За зовнішнім валом, з південного боку городища дорога проходить ще близько 150 м і повертає на захід, поступово опускаючись на дно яру, де збереглися сліди дамби, по якій вона переходила на другий берег. | 2884            | Наказ управління культури обласної державної адміністрації № 112 від 18.10.2005                                                                 |
| 4  | Городище Біла IV              | давньоруський час (Х — ХІІІ ст.)                                                                                         | с. Біла, урочище «Замок (Біля Черни)» | 2883            | Наказ управління культури обласної державної адміністрації від 18.10.2005 № 112                                                                 |
| 5  | Городище Біла V               | західно-подільська група скіфського часу (друга половина VII—V (можливо IV) ст. до н. е.)                                | с. Біла, урочище «Монастириська», 1,5 км на північ від села | 1759            | Наказ управління культури обласної державної адміністрації від 24.03.2011 № 36                                                                  |
| 6  | Поселення Біла VI             | черняхівська культура (ІІІ — IV ст. н. е.)                                                                               | с. Біла, центральна частина села, справа від автодороги Чортків-Біла, І надзаплавна тераса правого берега безіменного струмка | 1673            | Наказ управління культури обласної державної адміністрації від 27.01.2010 № 16                                                                  |
| 7  | Поселення Біла VII            | епоха бронзи (ІІІ — ІІ тис. до н. е.), ранньоримський час (І — ІІ ст.); давньоруський час (Х, ХІІ-ХІІІ ст.)              | с. Біла, центральна частина села, на правому березі р. Серет | 1860            | Наказ управління культури обласної державної адміністрації від 26.06.2012 № 97                                                                  |
| 8  | Городище Біла VIII            | пізнє середньовіччя (XIV—XV ст.)                                                                                         | с. Біла, центральна частина села, на мисовидному виступі гори «Малинова», з напілної сторони оточене одним валом | 4569-Тр         | Наказ департаменту культури, релігій та національностей обласної державної адміністрації від 15.05.2014 № 76-од, Наказ МКУ від 18.04.2017 № 353 |
| 9  | Поселення Горішня Вигнанка І  | черняхівська культура (ІІІ — IV ст. н. е.)                                                                               | с. Горішня Вигнанка, З правої сторони дороги Горішня Вигнанка — Чортків (об'їзна) | 1463            | Наказ управління культури обласної державної адміністрації від 27.01.2010 № 16                                                                  |
| 10 | Поселення Горішня Вигнанка ІІ | трипільська культура (IV-кінець ІІІ тис. до н. е.)                                                                       | с. Горішня Вигнанка, в парку та на городах | 2888            | Наказ управління культури обласної державної адміністрації від 18.10.2005 № 112                                                                 |
| 11 | Стоянка Скородинці І          | середній палеоліт (150-40 тис. років тому)                                                                               | с. Скородинці, лівий берег р. Серет, кар'єр цегельні, у східній частині села | 2905            | Наказ управління культури обласної державної адміністрації від 18.10.2005 № 112                                                                 |
| 12 | Поселення Скородинці ІІ       | ранньозалізний час (І тис. до н. е.), черняхівська культура (ІІІ — IV ст. н. е.), давньоруська культура (ХІІ — ХІІІ ст.) | с. Скородинці, 300 м на південний захід від села, правий берег р. Серет | 1895            | Наказ управління культури обласної державної адміністрації від 29.10.2012 № 149                                                                 |
| 13 | Стоянка Чортків І             | середній палеоліт (150-40 тис. років тому)                                                                               | м. Чортків, урочище Кар'єр | 2913            | Розпорядження Представника Президента України у Тернопільській області від 25.06.1992 № 148                                                     |
| 14 | Поселення Чортків ІІ          | празька культура (V—VII ст.)                                                                                             | м. Чортків, центральна частина міста, вул. Ринок, на території РайСТ, правий берег р. Серет | 1296            | Наказ управління культури обласної державної адміністрації від 27.01.2010 № 16                                                                  |
| 15 | Поселення Чортків ІІІ         | трипільська культура (IV-кінець ІІІ тис. до н. е.); культура ноа (ХІІІ — Х ст. до н. е.)                                 | м. Чортків, північно-західні околиці міста, вул. Вільшана, І — ІІ надзаплавні тераси безіменного потічка | 1642            | Наказ управління культури обласної державної адміністрації від 27.01.2010 № 16                                                                  |

## Пам'ятки архітектури
| №   | Назва                                                 | Дата              | Адреса                                        | Охоронний номер | Документ про взяття на облік                              |
| --- | ----------------------------------------------------- | ----------------- | --------------------------------------------- | --------------- | --------------------------------------------------------- |
| 1.  | Залізничний вокзал (зміш.)                            | 1894-1896 рр.     | м. Чортків вул. Вокзальна, 3                  | 1744            | рішення Тернопільського ОВК від 31.03.1992 р. № 30        |
| 2.  | Синагога (мур.)                                       | 1682-1688 рр.     | м. Чортків вул. Гоголя, 2                     | 1742            | рішення Тернопільського ОВК від 31.03.1992 р. № 30        |
| 3.  | Житловий будинок (мур.)                               | ХІХ ст.           | м. Чортків вул. Горбачевського, 3             | 66              | рішення Тернопільського ОВК від 09.08.1982 р. № 401       |
| 4.  | Лікарня (мур.)                                        | 1910 р.           | м. Чортків вул. Д. Пігути, 29                 | 1807            | рішення Тернопільського ОВК від 31.03.1992 р. № 30        |
| 5.  | Житловий будинок (мур.)                               | початок ХХ ст.    | м. Чортківвул. Д. Пігути, 3                   | 1805            | рішення Тернопільського ОВК від 31.03.1992 р. № 30        |
| 6.  | Церква Вознесіння (дер.)                              | 1717 р.           | м. Чортків вул. Залізнична                    | 684             | постанова Ради Міністрів УРСР від 24 серпня 1963 р. № 970 |
| 7.  | Гуртожиток с/г ремісників (мур.)                      | 1922-1923 рр.     | м. Чортків вул. Залізнична, 10                | 1754            | рішення Тернопільського ОВК від 31.03.1992 р. № 30        |
| 8.  | Замок Гольських (мур.)                                | 1610 р.           | м. Чортків вул. Замкова                       | 686             | постанова Ради Міністрів УРСР від 24 серпня 1963 р. № 970 |
| 9.  | Житловий будинок (мур.)                               | 1920 р.           | м. Чортків вул. Зелена, 1                     | 1798            | рішення Тернопільського ОВК від 31.03.1992 р. № 30        |
| 10. | Вілла (мур.)                                          | 1920 р.           | м. Чортків вул. Зелена, 13                    | 1799            | рішення Тернопільського ОВК від 31.03.1992 р. № 30        |
| 11. | Вілла (мур.)                                          | 1910 р.           | м. Чортків вул. Зелена, 25                    | 1800            | рішення Тернопільського ОВК від 31.03.1992 р. № 30        |
| 12. | Вілла (мур.)                                          | 1920 р.           | м. Чортків вул. Зелена, 27                    | 1801            | рішення Тернопільського ОВК від 31.03.1992 р. № 30        |
| 13. | Вілла (мур.)                                          | 1920 р.           | м. Чортків вул. Зелена, 31                    | 1802            | рішення Тернопільського ОВК від 31.03.1992 р. № 30        |
| 14. | Народний будинок (мур.)                               | початок ХХ ст.    | м. Чортків вул. І. Франка, 1                  | 75              | рішення Тернопільського ОВК від 09.08.1982 р. № 401       |
| 15. | Вілла (мур.)                                          | 1910 р.           | м. Чортків вул. І. Франка, 24                 | 1787            | рішення Тернопільського ОВК від 31.03.1992 р. № 30        |
| 16. | Вілла (мур.)                                          | 1910 р.           | м. Чортків вул. І. Франка, 26                 | 1788            | рішення Тернопільського ОВК від 31.03.1992 р. № 30        |
| 17. | Житловий будинок (мур.)                               | 1910 р.           | м. Чортків вул. І. Франка, 30                 | 1793            | рішення Тернопільського ОВК від 31.03.1992 р. № 30        |
| 18. | Житловий будинок (мур.)                               | 1910 р.           | м. Чортків вул. І.Франка, 34                  | 1795            |                                                           |
| 19. | Вілла (мур.)                                          | 1910 р.           | м. Чортків вул. І. Франка,16                  | 1786            | рішення Тернопільського ОВК від 31.03.1992 р. № 30        |
| 20. | Житловий будинок (мур.)                               | 1910 р.           | м. Чортків вул. І. Франка, 32                 | 1794            | рішення Тернопільського ОВК від 31.03.1992 р. № 30        |
| 21. | Будинок Йогана Носса (мур.)                           | ХІХ ст.           | м. Чортків вул. Коротка, 3                    | 1810            | рішення Тернопільського ОВК від 31.03.1992 р. № 30        |
| 22. | Вілла (мур.)                                          | початок ХХ ст.    | м. Чортків вул. Коцюбинського,1               | 1813            | рішення Тернопільського ОВК від 31.03.1992 р. № 30        |
| 23. | Садиба (мур.)                                         | початок ХХ ст.    | м. Чортків вул. Коцюбинського, 3              | 1814            | рішення Тернопільського ОВК від 31.03.1992 р. № 30        |
| 24. | Житловий будинок (мур.)                               | 1930 р.           | м. Чортків вул. Л. Українки, 2                | 1808            | рішення Тернопільського ОВК від 31.03.1992 р. № 30        |
| 25. | В'язниця (мур.)                                       | 1930 р.           | м. Чортків вул. Л. Українки, 3                | 1748            | рішення Тернопільського ОВК від 31.03.1992 р. № 30        |
| 26. | Споруда «Рідна школа» (мур.)                          | 1937-1939 рр.     | м. Чортків вул. Л. Українки, 5                | 1746            | рішення Тернопільського ОВК від 31.03.1992 р. № 30        |
| 27. | Будинок стрілецької спілки (мур.)                     | 1930 р.           | м. Чортків вул. Лепкого, 4                    | 1804            | рішення Тернопільського ОВК від 31.03.1992 р. № 30        |
| 28. | Пологовий будинок (мур.)                              | 1930 р.           | м. Чортків вул. Лепкого, 8                    | 1803            | рішення Тернопільського ОВК від 31.03.1992 р. № 30        |
| 29. | Житловий будинок (мур.)                               | 1920 р.           | м. Чортків вул. Маньовського, 1 (Калініна, 1) | 1796            | рішення Тернопільського ОВК від 31.03.1992 р. № 30        |
| 30. | Житловий будинок (мур.)                               | 1920 р.           | м. Чортків вул. Маньовського, 3               | 1797            | рішення Тернопільського ОВК від 31.03.1992 р. № 30        |
| 31. | Млин (мур.)                                           | кінець ХІХ ст.    | м. Чортків вул. Млинарська,14                 | 1811            | рішення Тернопільського ОВК від 31.03.1992 р. № 30        |
| 32. | Крупоцех (мур.)                                       | кінець ХІХ ст.    | м. Чортків вул. Млинарська,14                 | 1812            | рішення Тернопільського ОВК від 31.03.1992 р. № 30        |
| 33. | Монастир ордену Кармелітів сестер Шариток (мур.)      | 1895-1899 рр.     | м. Чортків вул. Монастирська,1                | 1743            | рішення Тернопільського від 31.03.1992 р. № 30            |
| 34. | Вілла (мур.)                                          | 1920 р.           | м. Чортків вул. Росляка, 2                    | 1789            | рішення Тернопільського ОВК від 31.03.1992 р. № 30        |
| 35. | Житловий будинок (мур.)                               | 1910 р.           | м. Чортків вул. Росляка, 4                    | 1790            | рішення Тернопільського ОВК від 31.03.1992 р. № 30        |
| 36. | Житловий будинок (мур.)                               | 1910 р.           | м. Чортків вул. Росляка, 6                    | 1791            | рішення Тернопільського ОВК від 31.03.1992 р. № 30        |
| 37. | Житловий будинок (мур.)                               | 1910 р.           | м. Чортків вул. Росляка, 8                    | 1792            | рішення Тернопільського ОВК від 31.03.1992 р. № 30        |
| 38. | Еміграційний будинок (мур.)                           | 1885-1889 рр.     | м. Чортків вул. С. Бандери,1                  | 1752            | рішення Тернопільського ОВК від 31.03.1992 р. № 30        |
| 39. | Житловий будинок (приватне володіння адвоката) (мур.) | ХІХ ст.           | м. Чортків вул. С. Бандери,13                 | 72              | рішення Тернопільського ОВК від 09.08.1982 р. № 401       |
| 40. | Ринкова кам'яниця (мур.)                              | XVIII ст.         | м. Чортків вул. С. Бандери,14                 | 1778            | рішення Тернопільського ОВК від 31.03.1992 р. № 30        |
| 41. | Житловий будинок (мур.)                               | 1898-1905 рр.     | м. Чортків вул. С. Бандери, 20                | 73              | рішення Тернопільського ОВК від 09.08.1982 р. № 401       |
| 42. | Житловий будинок (мур.)                               | початок ХХ ст.    | м. Чортків вул. С. Бандери, 23                | 1779            | рішення Тернопільського ОВК від 31.03.1992 р. № 30        |
| 43. | Будинок Вайсмана (мур.)                               | 1906-1908 рр.     | м. Чортків вул. С. Бандери, 27                | 1753            | рішення Тернопільського ОВК від 31.03.1992 р. № 30        |
| 44. | Житловий будинок (мур.)                               | початок ХХ ст.    | м. Чортків вул. С. Бандери, 30                | 1780            | рішення Тернопільського ОВК від 31.03.1992 р. № 30        |
| 45. | Житловий будинок (мур.)                               | початок ХХ ст.    | м. Чортків вул. С. Бандери, 32                | 1781            | рішення Тернопільського ОВК від 31.03.1992 р. № 30        |
| 46. | Пошта (мур.)                                          | початок ХХ ст.    | м. Чортків вул. С. Бандери, 38                | 74              | рішення Тернопільського ОВК від 09.08.1982 р. № 401       |
| 47. | Споруда повітового суду (мур.)                        | початок ХХ ст.    | м. Чортків вул. С. Бандери, 46                | 71              | рішення Тернопільського ОВК від 09.08.1982 р. № 401       |
| 48. | Житловий будинок (мур.)                               | початок ХХ ст.    | м. Чортків вул. С. Бандери, 49                | 1782            | рішення Тернопільського ОВК від 31.03.1992 р. № 30        |
| 49. | Житловий будинок (мур.)                               | початок ХХ ст.    | м. Чортків вул. Ст. Бандери, 5                | 1774            | рішення Тернопільського ОВК від 31.03.1992 р. № 30        |
| 50. | Садиба (мур.)                                         | початок ХХ ст.    | м. Чортків вул. С. Бандери, 57                | 1783            | рішення Тернопільського ОВК від 31.03.1992 р. № 30        |
| 51. | Садиба (мур.)                                         | початок ХХ ст.    | м. Чортків вул. С. Бандери, 58                | 1784            | рішення Тернопільського ОВК від 31.03.1992 р. № 30        |
| 52. | Садиба (мур.)                                         | початок ХХ ст.    | м. Чортків вул. С. Бандери, 59                | 1785            | рішення Тернопільського ОВК від 31.03.1992 р. № 30        |
| 53. | Житловий будинок (мур.)                               | початок ХХ ст.    | м. Чортків вул. С. Бандери, 7                 | 1775            | рішення Тернопільського ОВК від 31.03.1992 р. № 30        |
| 54. | Каплиця сім'ї Михайлівських (мур.)                    | 1929 р.           | м. Чортків вул. С. Бандери, 78 (на цвинтарі)  | 1750            | рішення Тернопільського ОВК від 31.03.1992 р. № 30        |
| 55. | Житловий будинок (мур.)                               | початок ХХ ст.    | м. Чортків вул. С. Бандери, 7-а               | 1776            | рішення Тернопільського ОВК від 31.03.1992 р. № 30        |
| 56. | Житловий будинок (мур.)                               | початок ХХ ст.    | м. Чортків вул. С. Бандери, 8                 | 1777            | рішення Тернопільського ОВК від 31.03.1992 р. № 30        |
| 57. | Полкова церква (мур.)                                 | 1904-1909 рр.     | м. Чортків вул. Теліги,16                     | 1749            | рішення Тернопільського ОВК від 31.03.1992 р. № 30        |
| 58. | Успенська церква (дер.)                               | 1635 р.           | м. Чортків вул. Церковна                      | 685/1           | постанова Ради Міністрів УРСР від 24 серпня 1963 р. № 970 |
| 59. | Дзвіниця Успенської церкви (дер.)                     | XVII ст.          | м. Чортків вул. Церковна                      | 685/2           | постанова Ради Міністрів УРСР від 24 серпня 1963 р. № 970 |
| 60. | Вілла (мур.)                                          | 1912 р.           | м. Чортків вул. Чортківська, 2                | 1809            | рішення Тернопільського ОВК від 31.03.1992 р. № 30        |
| 61. | Житловий будинок (мур.)                               | середина ХІХ ст.  | м. Чортків вул. Шевченка,1                    | 1764            | рішення Тернопільського ОВК від 31.03.1992 р. № 30        |
| 62. | Житловий будинок (мур.)                               | 1910 р.           | м. Чортків вул. Шевченка,10                   | 1772            | рішення Тернопільського ОВК від 31.03.1992 р. № 30        |
| 63. | Житловий будинок (мур.)                               | початок ХХ ст.    | м. Чортків вул. Шевченка,11                   | 1773            | рішення Тернопільського ОВК від 31.03.1992 р. № 30        |
| 64. | Готель і ресторан «Брістоль» (мур.)                   | ХІХ ст.           | м. Чортків вул. Шевченка,13                   | 67              | рішення Тернопільського ОВК від 09.08.1982 р. № 401       |
| 65. | Костел Св. Станіслава (мур.)                          | 1619-1909 рр.     | м. Чортків вул. Шевченка, 2                   | 70              | рішення Тернопільського ОВК від 09.08.1982 р. № 401       |
| 66. | Міська ратуша (мур.)                                  | 1926-1930 рр.     | м. Чортків вул. Шевченка, 23                  | 1745            | рішення Тернопільського ОВК від 31.03.1992 р. № 30        |
| 67. | Житловий будинок (мур.)                               | початок ХХ ст.    | м. Чортків вул. Шевченка, 3                   | 1765            | рішення Тернопільського ОВК від 31.03.1992 р. № 30        |
| 68. | Синагога (мур.)                                       | ХІХ ст.           | м. Чортків вул. Шевченка, 33                  | 68              |                                                           |
| 69. | Житловий будинок (мур.)                               | початок XVIII ст. | м. Чортків вул. Шевченка, 36                  | 69              | рішення Тернопільського ОВК від 09.08.1982 р. № 401       |
| 70. | Монастир домініканців (мур.)                          | початок ХХ ст.    | м. Чортків вул. Шевченка, 4                   | 1766            | рішення Тернопільського ОВК від 31.03.1992 р. № 30        |
| 71. | Житловий будинок (мур.)                               | початок ХХ ст.    | м. Чортків вул. Шевченка, 5                   | 1767            | рішення Тернопільського ОВК від 31.03.1992 р. № 30        |
| 72. | Житловий будинок (мур.)                               | XVIII ст.         | м. Чортків вул. Шевченка, 6                   | 1768            | рішення Тернопільського ОВК від 31.03.1992 р. № 30        |
| 73. | Житловий будинок (мур.)                               | початок ХХ ст.    | м. Чортків вул. Шевченка,7                    | 1769            | рішення Тернопільського ОВК від 31.03.1992 р. № 30        |
| 74. | Житловий будинок (мур.)                               | XVIII ст.         | м. Чортків вул. Шевченка, 8                   | 1770            | рішення Тернопільського ОВК від 31.03.1992 р. № 30        |
| 75. | Житловий будинок (мур.)                               | початок ХХ ст.    | м. Чортків вул. Шевченка, 9                   | 1771            | рішення Тернопільського ОВК від 31.03.1992 р. № 30        |
| 76. | Стара ратуша (мур.)                                   | ХІХ ст.           | м. Чортків вул. Ринок, 18                     | 65              | рішення Тернопільського ОВК від 09.08.1982 р. № 401       |
| 77. | Житловий будинок (мур.)                               | початок ХХ ст.    | м. Чортків вул. Ринок, 5                      | 1759            | рішення Тернопільського ОВК від 31.03.1992 р. № 30        |
| 78. | Житлово-торгова кам'яниця (мур.)                      | 1871 р.           | м. Чортків вул. Ринок, 55                     | 1762            | рішення Тернопільського ОВК від 31.03.1992 р. № 30        |
| 79. | Житлово-торгова кам'яниця (мур.)                      | XVIII ст.         | м. Чортків вул. Ринок, 57                     | 1763            | рішення Тернопільського ОВК від 31.03.1992 р. № 30        |
| 80. | Житловий будинок (мур.)                               | початок ХХ ст.    | м. Чортків вул. Ринок,7                       | 1760            | рішення Тернопільського ОВК від 31.03.1992 р. № 30        |
| 81. | Житловий будинок (мур.)                               | 1910 р.           | м. Чортків вул. Ринок, 8                      | 1761            | рішення Тернопільського ОВК від 31.03.1992 р. № 30        |
| 82. | Залишки оборонних мурів міста (мур.)                  | початок XVIII ст. | м. Чортків лівобережна частина                | 1747            | рішення Тернопільського ОВК від 31.03.1992 р. № 30        |
| 83. | Залишки оборонних валів (мур.)                        | початок XVIII ст. | м. Чортків лівобережна частина                | 1747            | рішення Тернопільського ОВК від 31.03.1992 р. № 30        |
| 84. | Вілла (мур.)                                          | початок ХХ ст.    | м. Чортків вул. Д. Пігути, 21                 | 1806            | рішення Тернопільського ОВК від 31.03.1992 р. № 30        |

## Пам'ятки історії
| №  | Назва                                                                                      | Дата                                     | Адреса                                              | Охоронний номер | Документ про взяття на облік                                                                      |
| -- | ------------------------------------------------------------------------------------------ | ---------------------------------------- | --------------------------------------------------- | --------------- | ------------------------------------------------------------------------------------------------- |
| 1  | Пам'ятник Петрові Хамчуку — командиру куреня Української Повстанської Армії «Сірі вовки»   | 2002 р.                                  | м. Чортків                                          | 1890            | Наказ управління культури Тернопільської обласної державної адміністрації від 18.10.2005 р. № 112 |
| 2  | Будинок, у якому жив український письменник Тудор С. І.                                    | Буд. — поч.. ХХ ст. Мем. дошка — 1987 р. | м. Чортків                                          | 1134            | Рішення виконкому Тернопільської обласної ради від 25.10.1988 р. № 243                            |
| 3  | Пам'ятник танкістам Радянської армії                                                       | 1975 р.                                  | м. Чортків                                          | 291             | Рішення виконкому Тернопільської обласної ради від 12.06.1978 р. № 286                            |
| 4  | Могила єврейського філософа, рабина Фрідмана                                               | Відновлено 1992 р.                       | м. Чортків, 49.015711, 25.792446                    | 1895            | Наказ управління культури Тернопільської обласної державної адміністрації від 18.10.2005 р. № 112 |
| 5  | Братська могила керівників партизанського загону «Дванадцятка»                             | 1953 р., рек. 1960 р.                    | м. Чортків, вул. Бандери С., військове кладовище    | 290             | Рішення виконкому Тернопільської обласної ради від 22.03.1971 р. № 147                            |
| 6  | Братські могили воїнів Радянської армії                                                    | 1953 р.                                  | м. Чортків, вул. Міцкевича, військове кладовище     | 289             | Рішення виконкому Тернопільської обласної ради від 22.03.1971 р. № 147                            |
| 7  | Могила героя Радянського Союзу Лавриненка І.                                               | 1955 р.                                  | м. Чортків, вул. Міцкевича, військове кладовище     | 598/1           | Рішення виконкому Тернопільської обласної ради від 22.03.1971 р. № 147                            |
| 8  | Монумент Борцям за волю України                                                            | 2006                                     | м. Чортків, вул. Січових Стрільців, кладовище       | 3244            | Наказ управління культури Тернопільської обласної державної адміністрації від 27.01.2010 р. № 16  |
| 9  | Пам'ятник Хомишину Г. Л. — Блаженному священномученику, громадському та церковному діячеві | 2006                                     | м. Чортків, вул. Ст. Бандери (катехитична академія) | 3239            | Наказ управління культури Тернопільської обласної державної адміністрації від 27.01.2010 р. № 16  |
| 10 | Пам'ятний знак жертвам більшовицького терору                                               |                                          | м. Чортків, вул. Ст. Бандери, 25                    | 1894            | Розпорядження Голови Тернопільської обласної державної адміністрації від 26.05.1997 р. № 209      |
| 11 | Пам'ятний знак воїнам-землякам, які загинули в роки Другої світової війни                  | 1985 р.                                  | с. Бичківці                                         | 1051            | Рішення виконкому Тернопільської обласної ради від 26.08.1986 р. № 250                            |
| 12 | Пам'ятний знак (хрест з написом) жертвам голодомору 1932—1933 рр.                          | 2003 р.                                  | с. Біла                                             | 1891            | Наказ управління культури Тернопільської обласної державної адміністрації від 18.10.2005 р. № 112 |
| 13 | Пам'ятний знак воїнам-землякам, які загинули в роки Другої світової війни                  | 1969 р.                                  | с. Біла                                             | 805             | Рішення виконкому Тернопільської обласної ради від 22.03.1971 р. № 147                            |
| 14 | Пам'ятний знак воїнам-землякам, які загинули в роки Другої світової війни                  | 1958 р.                                  | с. Росохач                                          | 612             | Рішення виконкому Тернопільської обласної ради від 22.03.1971 р. № 147                            |
| 15 | Пам'ятник першому голові сільради Підсадному В.                                            | 1974 р.                                  | с. Росохач                                          | 648             | Рішення виконкому Тернопільської обласної ради від 12.06.1978 р. № 286                            |
| 16 | Пам'ятний знак воїнам-землякам, які загинули в роки Другої світової війни                  |                                          | с. Скородинці                                       | 1897            | Рішення виконкому Тернопільської обласної ради від 26.08.1986 р. № 250                            |

## Пам'ятки монументального мистецтва
| № | Назва                                                               | Дата    | Адреса                      | Охоронний номер | Документ про взяття на облік                                                                   |
| - | ------------------------------------------------------------------- | ------- | --------------------------- | --------------- | ---------------------------------------------------------------------------------------------- |
| 1 | Пам'ятник артистці Рубчаковій Катерині                              | 1991 р. | м. Чортків                  | 2984            | Розпорядження Представника Президента України в Тернопільській області від 25.06.1992 р. № 148 |
| 2 | Пам'ятник поету, письменнику, художнику Шевченку Тарасу Григоровичу | 1960 р. | м. Чортків, вул. Бандери С. | 647             | Рішення виконкому Тернопільської обласної ради від 22.03.1971 р. № 147                         |